# Tworzenie pokoju
Tworzenie pokoju (ang. peacemaking) – działania mające doprowadzić do porozumienia walczących stron, przede wszystkim za pomocą środków przewidzianych w rozdziale VI Karty Narodów Zjednoczonych. Działania te w pewnych przypadkach mogą wymagać zastosowania także środków przewidzianych w rozdziale VII, czyli operacji wymuszania pokoju (ang. peace enforcement).
W terminologii NATO – to działania dyplomatyczne prowadzone po wybuchu konfliktu w celu doprowadzenia do przerwania walk i zawarcia porozumienia pokojowego. Działania te obejmują misje dobrych usług (ang. good offices), misje mediacyjne i misje rozjemcze, a także sankcje i izolowanie dyplomatyczne.